# FK Borec
Maillots
Le Fudbalski klub Borec Veles (en macédonien : Фудбалски клуб "Борец" Велес), plus couramment abrégé en FK Borec, est un club macédonien de football fondé en 1919 et basé dans la ville de Vélès.

## Historique
- 1919 : fondation du club sous le nom Napredok Veles
- 1926 : le club est renommé Crvena Zvezda Veles
- 1946 : le club est renommé Crvena Zvezda Titov Veles
- 1954 : le club est renommé Pobeda Titov Veles
- 1965 : le club est renommé Borec Titov Veles
- 1996 : le club est renommé FK Borec Veles

Le club est fondé en 1919, sous le nom Napredok Veles, c'est un des plus anciens clubs macédoniens ayant joué dans le championnat yougoslave, en deuxième division. Après la Seconde Guerre mondiale, l'équipe a joué dans le championnat de la Ligue républicaine macédonienne, qui était le troisième niveau du championnat yougoslave. De 1946 à 1996, la ville était connue sous le nom de Titov Veles en l'honneur du dirigeant yougoslave Josip Broz Tito.
Après l'indépendance de la Macédoine du Nord, le club débute dans la  première division, en 1995 le club est relégué en deuxième division. En 1996, la ville change de nom et le club prend son nom actuel, Borec Veles. Au cours de la saison 1996-1997, le club termine premier et est promu en première division. En 2001, le club est de nouveau relégué, il connaîtra même la troisième division puis la quatrième division en 2010.
Au cours de la saison 2018-2019, il est devenu le champion du groupe Est de 2e division et a été promu en première ligue.